# Herzschlag - Das Ärzteteam Nord
Herzschlag - Das Ärzteteam Nord, nota anche come Herzschlag - Die Retter, è una serie televisiva tedesca di genere medico prodotta da Cinecentrum  e trasmessa dal 1999 al 2003 sull'emittente televisiva ZDF. Interpreti principali sono Silvan-Pierre Leirich, Maju Margrit Sartorius, Maike Bollow, Christoph Quest, Judith von Radetzky, Oliver Betke e Christophy Mory.
La serie si compone di quattro stagioni, per un totale di 85 episodi: il primo episodio, intitolato Die Neue, fu trasmesso in prima visione il 5 ottobre 1999, mentre l'ultimo, intitolato Schatzsuche, venne trasmesso in prima visione il 7 gennaio 2003. Nella quarta stagione, il titolo della serie fu cambiato in Herzschlag - Die Retter.

## Trama
Protagonisti delle vicende sono alcuni medici ella Clinica "Nord" di Husum, diretta dal Professor Roland Wagner. Tra questi, figurano il Dottor Behrens, primario di medicina interna, la Dottoressa Susanne Vahrenholt, primario di chirurgia, e la praticante Anja Hainbach.

## Episodi
| Stagione         | Episodi | Prima TV Germania | Prima TV Italia |
| ---------------- | ------- | ----------------- | --------------- |
| Prima stagione   | 26      | 1999              | inedita         |
| Seconda stagione | 26      | 2000              | inedita         |
| Terza stagione   | 20      | 2002              | inedita         |
| Quarta stagione  | 13      | 2002              | inedita         |

## Personaggi e interpreti
- Dott. Tilman Behrens, interpretato da Silvan-Pierre Leirich (s. 1-4).[1]
- Dott.ssa Susanne Vahrenholt, interpretata da Maike Bollow (s. 1-4).[1]
- Anja Hainbach, interpretata da Maju Margrit Sartorius.
- Prof. Roland Wagner, interpretato da Christoph Quest. È il direttore della clinica.[2][3]
- Hella Ostermann, interpretata da Judith von Radetzky (s. 1-4).[1] È la capoinfermiera.[3]
- Kalle Jensen, interpretata da Oliver Betke (s. 1-4).[1]
- Sören Sörensen, interpretato da Christophy Mory.
- Dott. Andreas Neuhaus, interpretato da Andreas Herder.
- Dott. Schneider, interpretato da René Schoenenberger.
- Dott. Markus Schumacher, interpretato da Frank Behnke.
- Lydia, interpretata da Nadine Brandt.
- Markus Pfeffer, interpretato da Marco Sander.
- Jana Ibing, interpretata da Heike Voss.
- Imke Hansen, interpretata da Aline Hochscheid.
- Dorothea Böttcher, interpretata da Pia Büttner.
- Peggy Schmitz, interpretata da Karen Friesicke.